# Cum proxime
Cum proxime е апостолическо писмо motu proprio на папа Пий XI, от 1 март 1922 г., с което се въвеждат някои нови правила за Конклава на кардиналите, призовани да изберат нов папа.

## Постановления
Апостолическото писмо предвижда, че за да могат кардиналите да пристигнат навреме в Рим за началото на конклава, трябва да има от десет до петнадесет пълни дни до началото на конклава, считано от деня на смъртта на папата. В допълнение, ако обстоятелствата налагат това, Светата колегия на кардиналите може да отложи с още два или три дни влизането в конклава, но времето до началото на конклава може да бъде най-много осемнадесет дни.
Всеки кардинал, може да придружаван на конклава от двама сътрудници – духовник и мирянин, които да подпомагат дейността му.